# 21 Dywizja Piechoty (LWP)
21 Dywizja Piechoty – związek taktyczny Sił Zbrojnych PRL.
Sformowana w 1950 według etatów dywizji piechoty typu B „konna mała”. Sztab dywizji stacjonował w Lidzbarku Warmińskim. Dywizja weszła w skład 8 Korpusu Piechoty. Wiosną 1957, w ramach kolejnej redukcji, rozformowano 21 Dywizję Piechoty.

## Skład i rozmieszczenie (1952)
| Nazwa jednostki                        | Miejsce stacjonowania |
| -------------------------------------- | --------------------- |
| dowództwo 21 DP                        | Lidzbark Warmiński    |
| 66 pułk piechoty                       | Olsztyn               |
| 75 pułk piechoty                       | Bartoszyce            |
| 87 pułk piechoty                       | Lidzbark Warmiński    |
| 117 pułk artylerii lekkiej             | Ostróda               |
| 55 dywizjon artylerii przeciwpancernej | Ostróda               |
| 39 dywizjon artylerii przeciwlotniczej | Lidzbark Warmiński    |
| 80 batalion saperów                    | Bartoszyce            |
| 69 batalion łączności                  | Lidzbark Warmiński    |

W połowie września 1955 dywizje przeniesiono na nowe etaty (nr 2/171-2/184). Nieznacznie zmniejszono w niej liczbę żołnierzy (z 3542 do 3500). Również we wrześniu podporządkowano dywizji 84 pułk piechoty z rozwiązywanej 22 DP. We wrześniu 1956 w związku z rozwiązaniem dowództwa 8 KA, dywizję bezpośrednio podporządkowano dowódcy Warszawskiego OW.

## Żołnierze dywizji
Dowódcy dywizji :
- płk Bazyli Maksimczuk (VII 1951 - VIII 1952)
- płk Wacław Jagas (1953-1955)
- płk Jan Czarnecki

## Jednostki wojskowe 21 Dywizji Piechoty
- JW 3676 - Dowództwo 21 Dywizji Piechoty (1951 − 1957)
- JW 1610 - 66 pułk piechoty   (1951 − 1952)
- JW 2188 - 75 pułk piechoty   (1951 − 1957)
- JW 5619 - 84 pułk piechoty  (1955 − 1957)
- JW 2214 - 87 pułk piechoty   (1951 − 1955)
- JW 2593 - 50 pułk piechoty  (1952 − 1957)
- JW 2469 - 117 pułk artylerii lekkiej (1951 − 1957)
- JW 3645 - 55 pułk artylerii lekkiej  (1952  − 1954)
- JW 2520 - 55 dywizjon artylerii przeciwpancernej (1951 − 1957)
- JW 5557 - 28 batalion czołgów i artylerii pancernej (1955 − 1957)
- JW 2636 - 39 dywizjon artylerii przeciwlotniczej (1951 − 1957)
- JW 4236 - 80 batalion saperów (1951 - 1957)[1]
- JW 4155 - 69 batalion łączności  (1951 − 1957)
- JW 1862 - 21 Dywizyjny Punkt Zaopatrzenia  (1956 − 1957)
- JW 5300 - 150 Ruchomy Warsztat Remontu Samochodów  (1955 − 1957)